# Заможное (Житомирская область)
Заможное (укр. Заможне) — село на Украине, находится в Житомирском районе Житомирской области.
Код КОАТУУ — 1822082401. Население по переписи 2001 года составляет 347 человек. Почтовый индекс — 10001. Телефонный код — 412. Занимает площадь 1,976 км².

## Адрес местного совета
12424, Житомирская область, Житомирский р-н, с.Заможное, ул.Л.Украинки, 1